# Qeqertarsuaq (eiland)
Qeqertarsuaq (Deens: Disko) is een eiland voor de westkust van Groenland, tussen de Baffinbaai en Qeqertarsuup Tunua. Het is het op een na grootste eiland van Groenland (na Groenland zelf) en behoort tot de 100 grootste eilanden ter wereld. De grootste plaats op het eiland is de gelijknamige haven Qeqertarsuaq (Deens: Godhavn).

## Geologie
Qeqertarsuaq bestaat hoofdzakelijk uit basalt, dat gevormd is in het Paleogeen toen Noord-Amerika en Groenland uit elkaar dreven, waarbij grootschalig vulkanisme plaatsvond. Tegenwoordig is het eiland deels door een ijskap bedekt, op de oostelijke helft van het eiland, waar de meeste neerslag valt.